# Cigarettes After Sex (album)
Cigarettes After Sex – debiutancki album studyjny amerykańskiego zespołu dream pop Cigarettes After Sex, wydany 9 czerwca 2017 roku nakładem Partisan Records. Po wydaniu, album spotkał się z pozytywnymi opiniami wsród krytyków. W maju 2018 roku, album się sprzedał w 20 000 kopiach w Wielkiej Brytanii.

## Nagrywanie
Sesje nagraniowe Cigarettes After Sex odbyły się w grudniu 2015 roku na Brooklynie w Nowym Jorku, zaś większość piosenek była nagrywana na żywo wraz z małą widownią.

## Promocja
"K." został wydany 1 grudnia 2016 roku jako główny singiel z albumu. Po ogłoszeniu albumu, zespół wydał drugi singiel z albumu "Apocalypse", 20 marca 2017 roku. "Each Time You Fall in Love" został wydany 16 maja 2017 roku jako trzeci singiel z Cigarettes After Sex, wraz z datami ich trasy koncertowej po świecie. Po wydaniu albumu, piosenka "Sweet" została wydana jako czwarty singiel z albumu, 29 sierpnia 2017 roku.

## Odbiór krytyczny
Cigarettes After Sex po wydaniu otrzymał ogólnie pozytywne recenzje wśród krytyków. Na Metacritic, album otrzymał ocenę 75/100, na podstawie 17 opinii krytyków.

## Lista utworów
1. "K."
2. "Each Time You Fall in Love"
3. "Sunsetz"
4. "Apocalypse"
5. "Flash"
6. "Sweet"
7. "Opera House"
8. "Truly"
9. "John Wayne"
10. "Young & Dumb"

## Personel

### Cigarettes After Sex
- Greg Gonzalez – wokale, elektryczne i akustyczne gitary, nagrywanie, produkcja
- Phillip Tubbs – keyboardy
- Randy Miller – bass, graphic design
- Jacob Tomsky – perkusja

### Dodatkowy personel
- Rocky Gallo – nagrywanie "Each Time You Fall In Love", miksowanie
- Greg Calbi – mastering